# Takahagi
Takahagi (高萩市, Takahagi-shi) est une ville située dans la préfecture d'Ibaraki, au Japon.

## Géographie

### Situation
Située au nord de la préfecture d'Ibaraki, Takahagi est bordée par l'océan Pacifique à l'est et par la préfecture de Fukushima au nord-ouest.

### Démographie
Au  1er janvier 2023, la population de Takahagi était estimée à 26 608 habitants, répartis sur une superficie de 193,58 km2 (densité de population de 560 hab./km2).

### Climat
Takahagi a un climat continental humide caractérisé par des étés chauds et des hivers froids avec de fortes chutes de neige. La température moyenne annuelle à Takahagi est de 13,9 °C. La pluviométrie annuelle moyenne est de 1 429 mm, septembre étant le mois le plus humide.

## Histoire
Pendant l'époque Edo, l'actuelle ville de Takahagi était le jōkamachi du domaine de Matsuoka, l'un des domaines féodaux du shogunat Tokugawa dans la province de Hitachi.
Le 1er avril 1889, le bourg de Matsubara et les villages de Matsuoka, Takaoka, Kurosaki et Kushigata sont créés. Matsuoka obtient le statut de bourg en 1928 et est rebaptisé Takahagi en 1937. Il fusionne le 23 novembre 1954 avec Matsubara, Takaoka et Kurosaki pour former la ville de Takahagi.
La ville est touchée par le tsunami consécutif au séisme de 2011 de la côte Pacifique du Tōhoku.

## Transports
Takahagi est desservie par la ligne Jōban de la JR East à la gare de Takahagi.